# Lian Hu
Lian Hu (kinesiska: 涟湖) är en sjö i Kina. Den ligger i provinsen Qinghai, i den nordvästra delen av landet, omkring 1 000 kilometer väster om provinshuvudstaden Xining. Lian Hu ligger 4 908 meter över havet. Trakten runt Lian Hu består i huvudsak av gräsmarker.
Genomsnittlig årsnederbörd är 242 millimeter. Den regnigaste månaden är juli, med i genomsnitt 50 mm nederbörd, och den torraste är december, med 2 mm nederbörd.